# Bosco Ntaganda
Bosco Ntaganda, també conegut com a Bosco Taganda o L'exterminador, (Ruanda, 5 de novembre de 1973) és un militar ruandès tutsi, un dels comandants del Moviment 23 de març, un grup guerriller que opera a la província de Kivu del Nord (República Democràtica del Congo) i braç armat del Congrés Nacional per a la Defensa del Poble. També ha estat membre de les Forces Ruandeses de Defensa (FRD) i, suposadament, va anar el segon al comandament de les Forces Patriòtiques per a l'Alliberament del Congo (FPAC).
L'any 2019 la Cort Penal Internacional el va declarar culpable de 18 càrrecs de crims de guerra i crims contra la humanitat, entre ells el d'esclavitud sexual, assassinat, violació i reclutar nens soldat. El 7 de novembre de 2019 va ser sentenciat a 30 anys de presó, la sentència més llarga mai declarada abans per la CPI. Es tracta de la primera persona condemnada per esclavitud sexual per part de la CPI.

## Trajectòria
Ntaganda va néixer a la petita població de Kiningi, situada als peus de les muntanyes Virunga. Sent ja adolescent, es va instal·lar a Ngungu, a l'est de la RDC, després dels atacs iniciats contra l'ètnia tutsi a Ruanda. Va assistir a l'escola secundària, però no va arribar a graduar-se; als 17 anys es va incorporar a les files del Front Patriòtic Ruandès del sud d'Uganda. Ntaganda va continuar lluitant al costat de l'Exèrcit Patriòtic Ruandès a principis dels anys 1990 i va participar en la destitució del govern hutu de Ruanda l'any 1994.
Més endavant es va unir a les Forces Patriòtiques per a l'Alliberament del Congo (Forces Patriotiques pour la libération du Congo, FPLC), el braç militar de la Unió de Patriotes Congolesos, i es va tornar el seu comandant en cap d'operacions militars. Durant aquest temps, se l'acusa d'haver estat involucrat en nombroses massacres i altres seriosos abusos dels drets humans. El gener de 2005 va ser nomenat general de les Forces Armades de la República Democràtica del Congo com a part del procés de pau, però va rebutjar l'oferta. L'1 de novembre de 2005, un comitè del Consell de Seguretat de les Nacions Unides li va prohibir viatjar i va congelar els seus actius per violar un embargament d'armes.
El 2006, després d'alguns conflictes dins de la UPC, va tornar a Kivu del Nord, la seva província natal, i es va unir al Congrés Nacional per a la Defensa del Poble (CNDP) de Laurent Nkunda. Per a abril de 2008, es creia que es trobava vivint al districte de Masisi, a Kivu del Nord, ocupant la posició de comandant en cap del CNDP. Posteriorment, el CNDP va ser incorporat a l'exèrcit regular congolès i Ntaganda va ocupar la posició de general dins de l'exèrcit, malgrat ser buscat per la Cort Penal Internacional. Pel 2012, es trobava vivint lliurement a l'avinguda de les Tulipes de la ciutat de Goma, a la República Democràtica del Congo, com a 100 metres de la frontera amb Ruanda.
Segons les autoritats de la RDC, el general Ntaganda havia "creuat des de Goma al poble de Gisenyi, Rwanda, dues vegades al 2011, al març i després al setembre, malgrat la prohibició de viatjar imposada sobre ell". Les autoritats congoleses van reportar que en ambdues ocasions Ntaganda havia anat allà per anar a uns enterraments, havent obtingut autorització per fer-ho per part de la seva jerarquia militar i les autoritats d'immigració. Les autoritats ruandeses van informar al Grup que no tenien objeccions en contra de l'entrada de Ntaganda a la seva frontera. Van afirmar que el seu estatus com a individu sancionat "no era problema de Ruanda, sinó més aviat un problema de la República Democràtica del Congo", afegint que "Bosco contribueix a la pau i seguretat de la regió, convergint amb els objectius de Ruanda".
El Grup d'Experts de les Nacions Unides va reportar a la fi de 2011 que Ntaganda controlava les mines de Mungwe i Fungamwaka, prop de Numbi, a través de la Great Lakes Mining Company, administrada per Edson Musabarura. Ntaganda també rebia beneficis de l'explotació minera de Nyabibwe, a través de la seva aliança amb el coronel Saddam Ringo. A Rubaya va obtenir grans guanys a través d'impostos recol·lectats per la policia minera "paral·lela". Ntaganda va ordenar a les seves tropes que intervinguessin en favor de la Krall Metall Congo a Lueshe.
El 4 d'abril de 2012 es va conèixer que Ntaganda i 300 tropes lleials a ell havien desertat de la RDC i es van enfrontar contra forces del govern a la regió de Rutshuru, al nord de Goma. L'11 d'abril de 2012, el president Joseph Kabila va fer una crida a l'arrest de Ntaganda. El 18 de març de 2013 es va lliurar a l'ambaixada dels Estats Units d'Amèrica situada a Kigali i va demanar ser lliurat a la Cort Penal Internacional.

## Judici
El 22 d'agost de 2006, una Cort Preliminar de la CPI va trobar que existien fonaments suficients per creure que Ntaganda era personalment responsable per crims de guerra comesos per les Forces Patriòtiques per a l'Alliberament del Congo entre juliol de 2002 i desembre de 2003, i va emetre una ordre pel seu arrest. Va ser acusat de crims de guerra per enllistar i reclutar nens menors de quinze anys i usar-los per a participar activament en hostilitats.
L'ordre d'arrest va ser emesa inicialment de forma classificada, ja que la cort va considerar que "el coneixement públic dels procediments en aquest cas podria donar lloc al fet que Bosco Ntaganda s'ocultés, fugís, i/o obstruís o posés en perill les recerques o els procediments de la Cort". A l'abril de 2008, la cort va decidir que les circumstàncies havien canviat i va desclassificar l'ordre d'arrest. Altres tres rebels del Congo, incloent al líder de l'UPC, Thomas Lubanga, es troben sota custòdia de la CPI, o hi estan sent processats.
El juliol de 2019, la CPI el va declarar culpable de 18 càrrecs de crims de guerra i crims contra la humanitat, entre ells el d'esclavitud sexual, assassinat, violació i reclutar nens soldat. El 7 de novembre de 2019 va ser sentenciat a 30 anys de presó, la sentència més llarga mai declarada abans per la CPI. Es tracta de la primera persona condemnada per esclavitud sexual per part de la CPI.
El març de 2021, la CPI va fixar l'import de les reparacions per a les víctimes de Ntaganda en 30 milions de dòlars (25 milions d'euros).